# Noctua sarmata
Noctua sarmata är en fjärilsart som beskrevs av Jules Pièrre Rambur 1871. Noctua sarmata ingår i släktet Noctua och familjen nattflyn. Inga underarter finns listade i Catalogue of Life.